# Mauricio Cárdenas Santamaría
Mauricio Cárdenas Santamaría, né le 9 juin 1962 à Medellín, est un homme politique colombien. Il a occupé différents postes de ministre sous les présidences de César Gaviria, Andrés Pastrana Arango et Juan Manuel Santos.